# تصنيف الطلائعيات

## أحاديات السوط
- المجموعة التصنيفية الكبرى أحاديات السوط (الاسم العلمي: Unikonta) مرادف:السوطيات اللحمية Sarcomastigota واضع الاسم:واضع الاسم:Cavalier-Smith, 1987

### المتموريات
- شعيبة Conosa
  - ما تحت شعبة Archamoebae واضع الإسم:Cavalier-Smith, 1983
    - طائفة Archamoebea
      - رتبة Mastigamoebida
        - فصيلة Mastigamoebidae
        - فصيلة Endolimacidae

      - رتبة Pelobiontida
        - فصيلة Pelomyxidae واضع الإسم:Greef, 1874
        - فصيلة Entamoebidae

  - ما تحت شعبة ميسيتوزوا
    - طائفة Stelamoebea
      - رتبة Protostelida
        - فصيلة Protosteliidae
        - فصيلة Cavosteliidae

      - رتبة Dictyosteliida
        - فصيلة Acytosteliidae
        - فصيلة Dictyosteliidae

    - طائفة مخاطيات البطن
      - رتبة Parastelida
        - فصيلة Ceratiomyxidae

      - رتبة Echinosteliida
        - فصيلة Echinosteliidae
        - فصيلة Clastodermidae

      - رتبة Liceida
        - فصيلة Listerellidae
        - فصيلة Liceidae
        - فصيلة Enteridiidae

      - رتبة Trichiida
        - فصيلة Dianemidae
        - فصيلة Trichiidae

      - رتبة Stemonitida
        - فصيلة Stemonitidae

      - رتبة منفخيات
        - فصيلة Elaeomyxidae
        - فصيلة منفخية
        - فصيلة Didymiidae
- شعيبة فصية (Lobosea)
  - طائفة Discosea
    - رتبة Dermamoebida
      - فصيلة Thecamoebidae

    - رتبة Glycostylida
      - فصيلة Vannellidae
      - فصيلة Multiciliidae
      - فصيلة Vexilliferidae
      - فصيلة Paramoebidae

    - رتبة Himatismenida
      - فصيلة Cochliopodiidae

  - طائفة أنبوبيات
    - رتبة أرسيلينيدا
      - رتيبة Arcellina
        - فصيلة Arcellidae
        - فصيلة أرسيلينيدا
        - فصيلة أرسيلينيدا

      - رتيبة أرسيلينيدا
        - فصيلة Centropyxidae
        - فصيلة أرسيلينيدا
        - فصيلة أرسيلينيدا
        - فصيلة أرسيلينيدا
        - فصيلة أرسيلينيدا
        - فصيلة أرسيلينيدا
        - فصيلة أرسيلينيدا
        - فصيلة أرسيلينيدا
        - فصيلة أرسيلينيدا
        - فصيلة أرسيلينيدا
        - فصيلة أرسيلينيدا

      - رتيبة أرسيلينيدا
        - فصيلة أرسيلينيدا
        - فصيلة أرسيلينيدا

    - رتبة Leptomyxida
      - فصيلة Flabellulidae
      - فصيلة Leptomyxidae

    - رتبة أنبوبيات
      - فصيلة أميبات
      - فصيلة Hartmannellidae
- شعيبة Protamoebae
  - طائفة Breviatea
    - رتبة Breviatida

  - طائفة Variosea
    - رتبة أميبيات وسطية
      - فصيلة شوكميبات
      - فصيلة بالاموثيا مندريلاريس

    - رتبة Phalansteriida
      - فصيلة Phalansteriidae

    - رتبة Varipodida
      - فصيلة Gephyramoebidae
      - فصيلة Filamoebidae

### القمعيات
- شعيبة Choanofila
  - طائفة سوطيات طوقية
    - رتبة سوطيات طوقية
      - فصيلة Codonosigidae
      - فصيلة Salpingoecidae

    - رتبة Acanthoecida
      - فصيلة Acanthoecidae

  - طائفة خيطيات نجمية
    - رتبة خيطيات نجمية
      - فصيلة Capsasporidae
      - فصيلة Ministeriidae

  - طائفة Ichthyosporea
    - رتبة Dermocystida
      - فصيلة Dermocystidae

    - رتبة Ichthyophonida
      - فصيلة Ichthyophonida
- شعيبة أعراف قرصية
  - طائفة Discicristoidea
    - رتبة Fonticulida
      - فصيلة Fonticulidae

    - رتبة النوكليريات (الاسم العلمي: Nucleariida)
      - فصيلة النوكليرية (الاسم العلمي: Nucleariidae)
      - فصيلة Pompholyxophryidae

## ثنائيات السوط
- * المجموعة التصنيفية الكبرى ثنائيات السوط (الاسم العلمي: Bikonta) مرادف:Biciliata واضع الاسم:واضع الاسم:Cavalier-Smith, 2002

### النباتات الأصلية
- - المجموعة التصنيفية النباتات الأصلية (الاسم العلمي: Archaeplastida) مرادف:Primoplantae واضع الاسم:Sina Adl, 2005

- طائفة الطحالب الزرقاء واضع الإسم:Bohlin, 1901
  - رتبة الزرقانيات واضع الإسم:Bessey, 1907
    - فصيلة الزرقانوية واضع الإسم:G.S. West, 1904

- شعيبة  طحالب سويانانية
  - طائفة سويانانية
    - رتبة سويانانية
      - فصيلة سويانات واضع الإسم:Geitler, 1935
      - فصيلة Galdieriaceae
- شعيبة  الطحالب الحيمورية الحقيقية
  - الطائفة البانجانية واضع الإسم:Wettst., 1901
    - رتبة البانجيات
      - فصيلة البانجات
      - فصيلة Boldiaceae

    - رتبة Goniotrichales واضع الإسم:Skuja, 1939
      - فصيلة Goniotrichaceae

  - الطائفة الفلوريدانية واضع الإسم:Cronquist, 1960
    - تحت طائفة الهلدنبراندانيات
      - رتبة الهلدنبرانديات واضع الإسم:Pueschel & Cole, 1982
        - فصيلة الهلدنبراندات واضع الإسم:Rabenhorst, 1868

    - شعيبة زهراويات
      - رتبة Acrochaetiales
        - فصيلة Acrochaetiaceae

      - رتبة Batrachospermales
        - فصيلة Lemaneaceae

      - رتبة Balliales
        - فصيلة Balliaceae

      - رتبة Balbianiales واضع الإسم:Sheath & K.M. Müller, 1999
        - فصيلة Balbianiaceae

      - رتبة طحلبيات مرجانية
        - فصيلة Corallinaceae واضع الإسم:Lamouroux, 1812
          - أسرة Amphiroideae
          - أسرة Corallinoideae
          - أسرة Lithophylloideae
          - أسرة Mastophoroideae
          - أسرة Metagoniolithoideae

      - رتبة Colaconematales
        - فصيلة Colaconemataceae

      - رتبة Nemaliales
        - فصيلة Galaxauraceae
        - فصيلة Liagoraceae
        - فصيلة Scinaiaceae

      - رتبة راحاوات
        - فصيلة راحيات

      - رتبة Rhodogorgonales
        - فصيلة Rhodogorgonaceae

      - رتبة Thoreales
        - فصيلة Thoreaceae

    - شعيبة Ahnfeltiophycidae
      - رتبة Ahnfeltiales
        - فصيلة Ahnfeltiaceae

      - رتبة Pihiellales
        - فصيلة Pihiellaceae

    - تحت طائفة زهراويات
      - رتبة Bonnemaisoniales
        - فصيلة Bonnemaisoniaceae

      - رتبة طحلبيات بذور العنب واضع الإسم:F. Schmitz, 1892
        - فصيلة Acrotylaceae
        - فصيلة Areschougiaceae
        - فصيلة Blinksiaceae
        - فصيلة Calosiphonaceae
        - فصيلة Catenellopsidaceae
        - فصيلة Caulacanthaceae
        - فصيلة Chondriellaceae
        - فصيلة Choreocolacaceae
        - فصيلة Corynocystaceae
        - فصيلة Crossocarpaceae
        - فصيلة Cruoriaceae
        - فصيلة Cubiculosporaceae
        - فصيلة Cystocloniaceae
        - فصيلة Dicranemataceae
        - فصيلة Dumontiaceae
        - فصيلة Endocladiaceae
        - فصيلة Furcellariaceae
        - فصيلة Gainiaceae
        - فصيلة طحالب بذور العنب
        - فصيلة Gloiosiphoniaceae
        - فصيلة Haemeschariaceae
        - فصيلة Hypneaceae
        - فصيلة Kallymeniaceae
        - فصيلة Mychodeaceae
        - فصيلة Mychodeophyllaceae
        - فصيلة Nizymeniaceae
        - فصيلة Phacelocarpaceae
        - فصيلة حمالات الورق
        - فصيلة Polyidaceae
        - فصيلة Rhizophyllidaceae
        - فصيلة Rissoellaceae
        - فصيلة Schmiziellaceae
        - فصيلة Solieriaceae
        - فصيلة Sphaerococcaceae
        - فصيلة Tichocarpaceae

      - رتبة Gelidiales
        - فصيلة Gelidiaceae
        - فصيلة Gelidiellaceae
        - فصيلة Pterocladiaceae

      - رتبة Gracilariales
        - فصيلة Gracilariaceae
        - فصيلة Pterocladiophilaceae

      - رتبة Halymeniales
        - فصيلة Halymeniaceae

      - رتبة Rhodymeniales واضع الإسم:F. Schmitz & Engl, 1892
        - فصيلة Champiaceae
        - فصيلة Faucheaceae
        - فصيلة Hymenocladiaceae
        - فصيلة Lomentariaceae
        - فصيلة Rhodymeniaceae

      - رتبة Nemastomatales واضع الإسم:Kylin, 1925
        - فصيلة Nemastomataceae
        - فصيلة Schizymeniaceae

      - رتبة Plocamiales
        - فصيلة Plocamiaceae
        - فصيلة Sarcodiaceae

      - رتبة Ceramiales
        - فصيلة Ceramiaceae
        - فصيلة Delesseriaceae
- شعيبة  طحالب حيمورية
  - طائفة المعثنانية
    - رتبة المعثنيات واضع الإسم:Skuja, 1939
      - فصيلة Compsopogonaceae واضع الإسم:F. Schmitz, 1896

    - رتبة معثنانية
      - فصيلة Rhodochaetaceae

    - رتبة Erythropeltidales واضع الإسم:Garbary, G.I. Hansen & Scagel, 1980
      - فصيلة Erythropeltidaceae
      - فصيلة Erythrotrichiaceae واضع الإسم:G.M. Smith, 1933

  - طائفة Porphyridiophyceae واضع الإسم:Kylin, 1937
    - رتبة Porphyridiales واضع الإسم:Kylin, 1937
      - فصيلة Phragmonemataceae واضع الإسم:Skuja, 1939
      - فصيلة Porphyridiaceae واضع الإسم:Kylin, 1937

  - طائفة حيمورانية واضع الإسم:Cavalier-Smith, 1998
    - رتبة Dixoniellales
      - فصيلة Dixoniellaceae

    - رتبة Glaucosphaerales
      - فصيلة Glaucosphaeraceae واضع الإسم:Skuja, 1954

    - رتبة حيموريات
      - فصيلة حيمورات

  - طائفة قيلومانية
    - رتبة Rufusiales واضع الإسم:Zuccarello & J.A. West, 2008
      - فصيلة Rufusiaceae واضع الإسم:Zuccarello & J.A. West, 2008

    - رتبة قيلومية
      - فصيلة قيلومية
- شعيبة  طحالب حيمورية فوقية
  - طائفة المعثنانية واضع الإسم:G.W. Saunders & Hommersand, 2004
    - رتبة المعثنيات واضع الإسم:Skuja, 1939
      - فصيلة Boldiaceae
      - فصيلة المعثنات

    - رتبة Erythropeltidales واضع الإسم:Garbary, 1980
      - فصيلة Erythrotrichiaceae

    - رتبة معثنانية واضع الإسم:Bessey, 1907
      - فصيلة Rhodochaetaceae

### الطلائعيات الصبغية
- الطلائعيات الصبغية واضع الاسم:Sina Adl, 2005
  - الأسناخ الصبغية واضع الاسم:Cavalier-Smith, 1981

- طائفة Actinochrysophyceae واضع الإسم:Cavalier-Smith, 1995
  - صنف Abaxodinae واضع الإسم:Mikrjukov, 2001
    - طبقة Actinodinea واضع الإسم:Mikrjukov, 2001
      - رتبة Actinophryida واضع الإسم:Hartmann, 1913
        - فصيلة Actinophryidae

      - رتبة Ciliophryida واضع الإسم:Febvre-Chevalier, 1985
        - فصيلة Ciliophryidae واضع الإسم:Poche, 1913

      - رتبة Pedinellales واضع الإسم:Zimmermann, Moestrup & Hällfors, 1984
        - فصيلة Cyrtophoraceae واضع الإسم:Pascher, 1911
        - فصيلة Pedinellaceae واضع الإسم:Pascher, 1910

    - طبقة Rhizochromulinea واضع الإسم:O´Kelly & Wujek, 1995
      - رتبة Rhizochromulinales واضع الإسم:O´Kelly & Wujek, 1994
        - فصيلة Rhizochromulinaceae واضع الإسم:O´Kelly & Wujek, 1994

  - صنف Silicophycidae واضع الإسم:Rothmaler, 1951
    - رتبة Dictyochales واضع الإسم:Haeckel, 1894
      - فصيلة Dictyochaceae واضع الإسم:Lemmermann, 1901
- طائفة المشطورات (Bacillariophyta) واضع الإسم:Haeckel 1878
  - صنف Eunotiophycidae
    - رتبة Eunotiales
      - فصيلة Eunotiaceae
      - فصيلة Peroniaceae
- طائفة Bicoecea (Bicosoecea)
  - رتبة Anoecales واضع الإسم:Cavalier-Smith, 1997
  - رتبة Bicoecales واضع الإسم:Grassé & Deflandre, 1952
- طائفة Bolidophyceae
  - رتبة Bolidomonadales
    - فصيلة Bolidomonadaceae
- طائفة الطحالب الذهبية (Chrysophyta)
  - رتبة Chromulinales
    - فصيلة Chrysamoebaceae
- طائفة Eustigmatophyceae (Eustigmatophyta) واضع الإسم:Hibberd & Leedale, 1971
  - رتبة Eustigmatales واضع الإسم:Hibberd, 1981
    - فصيلة Chlorobothryaceae
    - فصيلة Eustigmataceae
    - فصيلة Loboceae
    - فصيلة Monodopsidaceae
    - فصيلة Pseudocharaciopsidaceae
- طائفة Hyphochytridiomycetes
  - رتبة Hyphochytriales
    - فصيلة Hyphochytriaceae
    - فصيلة Rhizidiomycetaceae
- طائفة Labyrinthulomycetes واضع الإسم:Dick, 2001
  - رتبة Labyrinthulids
  - رتبة Thraustochytrids
- طائفة الطلائعيات البيضية (Oomycota) واضع الإسم:G. Winter, 1880
  - رتبة Albuginales
    - فصيلة Albuginaceae

  - رتبة Lagenismatales
    - فصيلة Lagenismataceae

  - رتبة Leptomitales
    - فصيلة Apodachlyellaceae
    - فصيلة Ducellieriaceae
    - فصيلة Leptolegniellaceae
    - فصيلة Leptomitaceae

  - رتبة Myzocytiopsidales
    - فصيلة Crypticolaceae
    - فصيلة Ectrogellaceae
    - فصيلة Myzocytiopsidaceae
    - فصيلة Pontismataceae
    - فصيلة Sirolpidiaceae

  - رتبة Olpidiopsidales
    - فصيلة Olpidiopsidaceae

  - رتبة شبكيات الأبواغ
    - فصيلة صنائيات

  - رتبة Pythiales
    - فصيلة خصيفيات
    - فصيلة Pythiogetonaceae

  - رتبة Rhipidiales
    - فصيلة Rhipidiaceae

  - رتبة Salilagenidiales
    - فصيلة Salilagenidiaceae

  - رتبة رميات
    - فصيلة Saprolegniaceae
- طائفة Opalinea
  - رتبة Opalinida
    - فصيلة Opalinidae واضع الإسم:Claus, 1874
- طائفة Pelagophyceae واضع الإسم:Andersen & Saunders, 1993
  - رتبة Pelagomonadales واضع الإسم:Andersen & Saunders, 1993
    - فصيلة Pelagomonadaceae

  - رتبة Sarcinochrysidales واضع الإسم:Gayral & Billard, 1977
    - فصيلة Sarcinochrysidaceae
- طائفة الطحالب البنية (Phaeophyta) واضع الإسم:Kjellman, 1891
  - رتبة Ascoseirales واضع الإسم:Petrov, 1964
    - فصيلة Ascoseiraceae

  - رتبة Cutleriales واضع الإسم:Bessey, 1907
    - فصيلة Cutleriaceae

  - رتبة Desmarestiales واضع الإسم:Setchell & Gardner, 1925
    - فصيلة Arthrocladiaceae
    - فصيلة Desmarestiaceae

  - رتبة Dictyotales واضع الإسم:Bory de Saint-Vincent, 1828
    - فصيلة Dictyotaceae
    - فصيلة Scoresbyellaceae

  - رتبة Discosporangiales
    - فصيلة Choristocarpaceae

  - رتبة Ectocarpales واضع الإسم:Bessey, 1907
    - فصيلة Acinetosporaceae
    - فصيلة Adenocystaceae
    - فصيلة Chordariaceae
    - فصيلة Chordariopsidaceae
    - فصيلة Ectocarpaceae
    - فصيلة Mesosporaceae
    - فصيلة Myrionemataceae
    - فصيلة Pylaiellaceae

  - رتبة الفوقسيات واضع الإسم:Bory de Saint-Vincent, 1827
    - فصيلة Bifurcariopsidaceae
    - فصيلة Durvillaeaceae
    - الفصيلة الفوقسية
    - فصيلة مضروعة متطاولة
    - فصيلة Hormosiraceae
    - فصيلة Notheiaceae
    - الفصيلة السرجسية
    - فصيلة Seirococcaceae

  - رتبة Ishigeales واضع الإسم:G.Y. Cho & Boo, 2004
    - فصيلة Ishigeaceae

  - رتبة اللاميناريات واضع الإسم:Migula, 1909
    - فصيلة Akkesiphycaceae
    - فصيلة Alariaceae
    - فصيلة حبيلة
    - فصيلة Costariaceae
    - الفصيلة اللامينارية
    - فصيلة ليسونيات
    - فصيلة Pseudochordaceae

  - رتبة Nemodermatales واضع الإسم:M. Parente, R.L. Fletcher, F. Rousseau & N. Phillips, 2008
    - فصيلة Nemodermataceae

  - رتبة Onslowiales واضع الإسم:Draisma & Prud'homme van Reine, 2008
    - فصيلة Onslowiaceae

  - رتبة Ralfsiales واضع الإسم:Nakamura, 1972
    - فصيلة Neoralfsiaceae
    - فصيلة Ralfsiaceae

  - رتبة Scytosiphonales واضع الإسم:Feldmann, 1949
    - فصيلة Chnoosporaceae
    - فصيلة Scytosiphonaceae

  - رتبة Scytothamnales واضع الإسم:A.F. Peters & M.N. Clayton, 1998
    - فصيلة Scytothamnaceae
    - فصيلة Splachnidiaceae

  - رتبة Sphacelariales واضع الإسم:Migula, 1909
    - فصيلة Sphacelariaceae
    - فصيلة Stypocaulaceae

  - رتبة Sporochnales واضع الإسم:Sauvageau, 1926
    - فصيلة Sporochnaceae

  - رتبة Syringodermatales واضع الإسم:E.C. Henry, 1984
    - فصيلة Syringodermataceae

  - رتبة Tilopteridales واضع الإسم:Bessey, 1907
    - فصيلة Halosiphonaceae
    - فصيلة Masonophycaceae
    - فصيلة Phyllariaceae
    - فصيلة Stschapoviaceae
    - فصيلة Tilopteridaceae
- طائفة Pinguiophyceae
  - رتبة Pinguiochrysidales
    - فصيلة Pinguiochrysidaceae
- طائفة Raphidophyceae (Raphidophyta) واضع الإسم:Chadefaud, 1950
  - رتبة Raphidomonadales
    - فصيلة Vacuolariaceae
- طائفة Synurophyceae واضع الإسم:Andersen, 1987
  - رتبة Synurales واضع الإسم:Andersen, 1987
    - فصيلة Mallomonadaceae
    - فصيلة Synuraceae
- طائفة طحالب صفراء-خضراء (Xanthophyta) واضع الإسم:Allorge & Fritsch, 1935
  - رتبة Botrydiales
    - فصيلة Botrydiaceae

  - رتبة Chloramoebales
    - فصيلة Chloramoebaceae

  - رتبة Heterogloeales
    - فصيلة Heterogloeaceae

  - رتبة Mischococcales
    - فصيلة Botrydiopsidaceae
    - فصيلة Botryochloridaceae
    - فصيلة Centritractaceae
    - فصيلة Characiopsidaceae
    - فصيلة Chloropediaceae
    - فصيلة Gloeobotrydaceae
    - فصيلة Gloeopodiaceae
    - فصيلة Mischococcaceae
    - فصيلة Ophiocytiaceae
    - فصيلة Pleurochloridaceae
    - فصيلة Trypanochloridaceae

  - رتبة Rhizochloridales
    - فصيلة Myxochloridaceae
    - فصيلة Rhizochloridaceae
    - فصيلة Rhizogranulochloridaceae
    - فصيلة Rhizounochloridaceae
    - فصيلة Stipitococcaceae

  - رتبة Tribonematales
    - فصيلة Heterodendraceae
    - فصيلة Heteropediaceae
    - فصيلة Neonemataceae
    - فصيلة Tribonemataceae
    - فصيلة Xanthonemataceae

  - رتبة Vaucheriales
    - فصيلة Vaucheriaceae

- طائفة البفلوفيانية
  - رتبة البفلوفيات
    - الفصيلة البفلوفية
- طائفة Prymnesiophyceae
  - رتبة البذيريات الجيرية واضع الإسم:Schwarz, 1932
    - فصيلة Calcidiscaceae
    - الفصيلة البذيرية الجيرية
    - فصيلة Hymenomonadaceae
    - فصيلة Pleurochrysidaceae
    - فصيلة Reticulosphaeraceae

  - رتبة الذهبيات المتساوية واضع الإسم:Pascher, 1910
    - الفصيلة الذهبية المتساوية
    - الفصيلة النولايرهبية

  - رتبة Phaeocystales
    - فصيلة Phaeocystaceae

  - رتبة البرمنسيونيات
    - الفصيلة البرمنسيونية

  - رتبة Syracosphaerales
    - فصيلة Rhabdosphaeraceae
    - فصيلة Syracosphaeraceae

  - رتبة Zygodiscales
    - فصيلة Braarudosphaeraceae
    - فصيلة Helicosphaeraceae

- طائفة مخفيات النبت واضع الإسم:Pascher, 1913
  - رتبة Cryptomonadales واضع الإسم:Pascher, 1913
    - فصيلة Campylomonadaceae
    - فصيلة Cryptomonadaceae
    - فصيلة Hemiselmidaceae
    - فصيلة Hilleaceae

  - رتبة Goniomonadales
    - فصيلة Goniomonadaceae

- الطلائعيات السناخية واضع الاسم:Cavalier-Smith, 1991

- شعيبة رباطيات خلف هدبية
  - طائفة متغايرات الأهداب واضع الإسم:Stein, 1859
    - رتبة Armophorida
      - فصيلة Caenomorphidae
      - فصيلة Metopidae

    - رتبة Clevelandellida
      - فصيلة Nyctotheridae

    - رتبة متغايرات الأهداب
      - رتيبة Coliphorina
        - فصيلة Folliculinidae

    - رتبة Licnophorida
      - فصيلة Licnophoridae

    - رتبة Odontostomatida واضع الإسم:Sawaya, 1940
      - فصيلة Epalxellidae واضع الإسم:Corliss, 1960
      - فصيلة Discomorphellidae واضع الإسم:Corliss, 1960
      - فصيلة Mylestomatidae واضع الإسم:Kahl, Doflein & Reichenow, 1929

    - رتبة Phacodiniida
      - فصيلة Phacodiniidae

    - رتبة Plagiotomida
      - فصيلة Plagiotomidae

  - طائفة مهجورات النواة واضع الإسم:Corliss, 1974
    - رتبة Protostomatida
      - فصيلة Kentrophoridae
      - فصيلة Trachelocercidae

    - رتبة Loxodida
      - فصيلة Cryptopharyngidae
      - فصيلة Loxodidae

    - رتبة Protoheterotrichida
      - فصيلة Geleiidae
- شعيبة داخليات النواة الكبروية
  - طائفة Spirotrichea
    - صنف Choreotrichia
      - رتبة Tintinnida
        - فصيلة Ascampbelliellidae
        - فصيلة Codonellidae
        - فصيلة Codonellopsidae
        - فصيلة Cyttarocylididae
        - فصيلة Dictyocystidae
        - فصيلة Epiplocylididae
        - فصيلة Metacylididae
        - فصيلة Nolaclusiliidae
        - فصيلة Petalotrichidae
        - فصيلة Ptychocylididae
        - فصيلة Rhabdonellidae
        - فصيلة Tintinnidae
        - فصيلة Tintinnidiidae
        - فصيلة Undellidae
        - فصيلة Xystonellidae

    - صنف Hypotrichia
      - رتبة Euplotida
        - رتيبة Discocephalina
          - فصيلة Discocephalidae

        - رتيبة Euplotina
          - فصيلة Aspidiscidae
          - فصيلة Certesiidae
          - فصيلة Euplotidae
          - فصيلة Gastrocirrhidae
          - فصيلة Uronychiidae

      - رتبة Kiitrichida
        - فصيلة Kiitrichidae

    - صنف Stichotrichia

  - طائفة Litostomatea
    - صنف Haptoria واضع الإسم:Corliss, 1974
      - رتبة Cyclotrichiida
        - فصيلة Mesodiniidae

      - رتبة Haptorida
        - فصيلة Acropisthiidae
        - فصيلة Didiniidae
        - فصيلة Enchelyidae
        - فصيلة Helicoprorodontidae
        - فصيلة Homalozoonidae
        - فصيلة Lacrymariidae
        - فصيلة Pseudotrachelocercidae
        - فصيلة Spathidiidae
        - فصيلة Tracheliidae
        - فصيلة Trachelophyllidae

      - رتبة Pleurostomatida
        - فصيلة Amphileptidae
        - فصيلة Litonotidae

    - صنف Trichostomatia
      - رتبة Entodiniomorphida
        - رتيبة Archistomatina واضع الإسم:de Puytorac, 1974
          - فصيلة Buetschliidae واضع الإسم:Poche, 1913

        - رتيبة Blepharocorythina واضع الإسم:Wolska, 1971
          - فصيلة Blepharocorythidae واضع الإسم:Hsiung, 1930

        - رتيبة Entodiniomorphina واضع الإسم:Reichenow, Doflein & Reichenow, 1929
          - فصيلة Cycloposthiidae واضع الإسم:Poche, 1913
          - فصيلة Ophryoscolecidae واضع الإسم:Stein, 1859
          - فصيلة Spirodiniidae واضع الإسم:Strelkow, 1939
          - فصيلة Troglodytellidae واضع الإسم:Corliss, 1979

      - رتبة Vestibuliferida
        - فصيلة Balantidiidae واضع الإسم:Reichenow & Reichenow, 1929
        - فصيلة Isotrichidae

  - طائفة Phyllopharyngea
    - صنف Chonotrichia
      - رتبة Cryptogemmida
        - فصيلة Actinichonidae
        - فصيلة Echinichonidae
        - فصيلة Inversochonidae
        - فصيلة Isochonidae
        - فصيلة Isochonopsidae
        - فصيلة Stylochonidae

      - رتبة Exogemmida
        - فصيلة Chilodochonidae
        - فصيلة Filichonidae
        - فصيلة Heliochonidae
        - فصيلة Lobochonidae
        - فصيلة Phyllochonidae
        - فصيلة Spirochonidae

    - صنف Phyllopharyngia
      - رتبة Chlamydodontida
        - فصيلة Chilodonellidae
        - فصيلة Chitonellidae
        - فصيلة Chlamydodontidae
        - فصيلة Kryoprorodontidae
        - فصيلة Lynchellidae

      - رتبة Dysteriida
        - فصيلة Dysteriidae
        - فصيلة Hartmannulidae
        - فصيلة Kyaroikeidae
        - فصيلة Plesiotrichopidae

    - صنف Suctoria
      - رتبة Endogenida
        - فصيلة Acinetidae
        - فصيلة Acinetopsidae
        - فصيلة Corynophryidae
        - فصيلة Dendrosomatidae
        - فصيلة Enchelyomorphidae
        - فصيلة Endosphaeridae
        - فصيلة Pseudogemmidae
        - فصيلة Tokophryidae
        - فصيلة Trichophryidae

      - رتبة Evaginogenida
        - فصيلة Discophryidae
        - فصيلة Rhynchophryidae

      - رتبة Exogenida
        - فصيلة Dendrosomididae
        - فصيلة Dentacinetidae
        - فصيلة Ephelotidae
        - فصيلة Lecanophryidae
        - فصيلة Manuelophryidae
        - فصيلة Metacinetidae
        - فصيلة Ophryodendridae
        - فصيلة Paracinetidae
        - فصيلة Phalacrocleptidae
        - فصيلة Podophryidae
        - فصيلة Praethecacinetidae
        - فصيلة Rhabdophryidae
        - فصيلة Severonidae
        - فصيلة Spelaeophryidae
        - فصيلة Tachyblastonidae
        - فصيلة Thecacinetidae

  - طائفة Colpodea
    - رتبة Colpodida
      - فصيلة Colpodidae

  - طائفة Nassophorea
    - رتبة Nassulida
      - فصيلة Nassulidae
      - فصيلة Paranassulidae

    - رتبة Microthoracida
      - فصيلة Discotrichidae
      - فصيلة Leptopharyngidae
      - فصيلة Microthoracidae

    - رتبة Synhymeniida
      - فصيلة Nassulopsidae
      - فصيلة Orthodonellidae
      - فصيلة Scaphidiodontidae

  - طائفة Prostomatea
    - رتبة Prostomatida
      - فصيلة Metacystidae

    - رتبة Prorodontida
      - فصيلة Balanionidae
      - فصيلة Colepidae
      - فصيلة Holophryidae
      - فصيلة Placidae
      - فصيلة Plagiocampidae
      - فصيلة Prorodontidae
      - فصيلة Urotrichidae

  - طائفة Plagiopylea
    - رتبة Plagiopylida واضع الإسم:Small & Lynn, 1985
      - فصيلة Plagiopylidae
      - فصيلة Sonderidae

  - طائفة Oligohymenophorea
    - صنف Peniculia
      - رتبة Peniculida
        - رتيبة Frontoniina
          - فصيلة Clathrostomatidae
          - فصيلة Frontoniidae
          - فصيلة Lembadionidae
          - فصيلة Maritujidae
          - فصيلة Stokesiidae

        - رتيبة Parameciina
          - فصيلة Neobursaridiidae
          - فصيلة براميسيوميات
          - فصيلة Urocentridae

    - صنف Hymenostomatia
      - فصيلة Glaucomidae
      - فصيلة Ichthyopthiriidae
      - فصيلة Ophryoglenidae
      - فصيلة Tetrahymenidae واضع الإسم:Corliss, 1952
      - فصيلة Turaniellidae

    - صنف Scuticociliatia
      - رتبة Philasterida
        - فصيلة Cinetochilidae
        - فصيلة Cohnilembidae
        - فصيلة Cryptochilidae
        - فصيلة Entodiscidae
        - فصيلة Entorhipidiidae
        - فصيلة Loxocephalidae
        - فصيلة Orchitophryidae
        - فصيلة Paralembidae
        - فصيلة Parauronematidae
        - فصيلة Philasteridae
        - فصيلة Pseudocohnilembidae
        - فصيلة Schizocaryidae
        - فصيلة Thigmophryidae
        - فصيلة Thyrophylacidae
        - فصيلة Uronematidae

      - رتبة Pleuronematida
        - فصيلة Calyptotrichidae
        - فصيلة Ctedoctematidae
        - فصيلة Cyclidiidae
        - فصيلة Dragescoidae
        - فصيلة Histiobalantiidae
        - فصيلة Peniculistomatidae
        - فصيلة Pleuronematidae

      - رتبة Thigmotrichida
        - فصيلة Ancistridae
        - فصيلة Hemispeiridae
        - فصيلة Hysterocinetidae
        - فصيلة Nucleocorbulidae

    - صنف Astomatia
      - رتبة Astomatida
        - فصيلة Anoplophryidae
        - فصيلة Archiastomatidae
        - فصيلة Clausilocolidae
        - فصيلة Contophryidae
        - فصيلة Haptophryidae
        - فصيلة Hoplitophryidae
        - فصيلة Intoshellinidae
        - فصيلة Maupasellidae
        - فصيلة Radiophryidae

    - صنف Apostomatia
      - رتبة Apostomatida
        - فصيلة Colliniidae
        - فصيلة Cyrtocaryidae
        - فصيلة Foettingeriidae

      - رتبة Astomatophorida
        - فصيلة Opalinopsidae

      - رتبة Pilisuctorida
        - فصيلة Conidophryidae

    - صنف Peritrichia
      - رتبة Mobilida
        - فصيلة Leiotrochidae
        - فصيلة Polycyclidae
        - فصيلة Trichodinidae
        - فصيلة Urceolariidae

      - رتبة Sessilida
        - فصيلة Ellobiophryidae
        - فصيلة Epistylididae
        - فصيلة Lagenophryidae
        - فصيلة Operculariidae
        - فصيلة Rovinjellidae
        - فصيلة Scyphidiidae
        - فصيلة Vaginicolidae
        - فصيلة Vorticellidae
        - فصيلة Zoothamniidae

- شعيبة معقدات القمة
  - ما تحت شعبة Apicomonada
    - طائفة Apicomonadea
      - رتبة Colpodellida واضع الإسم:Cavalier-Smith, 1993
        - فصيلة Colpodellidae واضع الإسم:Simpson & Patterson, 1996

  - ما تحت شعبة معقدات القمة
    - طائفة لامخروطانية واضع الإسم:Mehlhorn, Peters & Haberkorn, 1980
      - رتبة البوغيات الدموية واضع الإسم:Danilewsky, 1885
        - فصيلة Garniidae واضع الإسم:Lainson, Landau & Shaw, 1971
        - فصيلة هيموبروتيدي  [لغات أخرى]‏ واضع الإسم:Doflein, 1916
        - فصيلة Leucocytozoidae واضع الإسم:Fallis & Bennett, 1961
        - فصيلة متصورات واضع الإسم:Mesnil, 1903

      - رتبة الكمثريات واضع الإسم:Wenyon, 1926
        - فصيلة Haemohormidiidae

    - طائفة Coccidea
      - رتبة Agamococcidiorida
        - فصيلة Gemmocystidae
        - فصيلة Rhytidocystidae

      - رتبة الأكريات الحقيقية واضع الإسم:Léger & Duboscq, 1910
        - رتيبة أصبوعيات واضع الإسم:Léger, 1911
          - فصيلة أصبوعيات
          - فصيلة أصبوعيات
          - فصيلة أصبوعيات
          - فصيلة Hepatozoidae واضع الإسم:Wenyon, 1926
          - فصيلة Karyolysidae
          - فصيلة Klossiellidae
          - فصيلة أصبوعيات

        - رتيبة Eimeriorina واضع الإسم:Léger, 1911
          - فصيلة Aggregatidae
          - فصيلة Calyptosporiidae
          - فصيلة داء خفيات الأبواغ واضع الإسم:Léger, 1911
          - فصيلة الإيمريات واضع الإسم:Minchin, 1903
          - فصيلة Elleipsisomatidae
          - فصيلة Lankesterellidae
          - فصيلة Sarcocystidae
          - فصيلة Selenococcidiidae
          - فصيلة Spirocystidae

      - رتبة Ixorheorida
        - فصيلة Ixorheidae

      - رتبة Protococcidiorida
        - فصيلة Angeiocystidae
        - فصيلة Eleutheroschizonidae
        - فصيلة Grelliidae
        - فصيلة Mackinnoniidae
        - فصيلة Myriosporidae

    - طائفة الجريجارينات
      - رتبة Archigregarinorida واضع الإسم:Grassé & Schrével, 1953
        - فصيلة Exoschizonidae
        - فصيلة Selenidioididae

      - رتبة Eugregarinorida
        - رتيبة Aseptatorina
          - فصيلة Aikinetocystidae
          - فصيلة Ganymedidae
          - فصيلة Lecudinidae
          - فصيلة Monocystidae
          - فصيلة Selenidiidae
          - فصيلة Urosporidae

        - رتيبة Blastogregarinorina
          - فصيلة Siedleckiidae

        - رتيبة Septatorina
          - فصيلة Actinocephalidae
          - فصيلة Cephaloidophoridae
          - فصيلة Cephalolobidae
          - فصيلة Didymophoridae
          - فصيلة Gregarinidae
          - فصيلة Metameridae
          - فصيلة Porosporidae
          - فصيلة Uradiophoridae

      - رتبة Neogregarinorida واضع الإسم:Grassé & Schrével, 1953
        - فصيلة Caulleryellidae
        - فصيلة Gigaductidae
        - فصيلة Lipotrophidae
        - فصيلة Ophryocystidae
        - فصيلة Schizocystidae
        - فصيلة Syncystidae

    - طائفة Piroplasmea
      - رتبة الكمثريات واضع الإسم:Wenyon, 1926
        - فصيلة Anthemosomatidae
        - فصيلة Babesiidae واضع الإسم:Poche, 1913
        - فصيلة Dactylosomidae
        - فصيلة Theileriidae
- شعيبة Dinozoa
  - ما تحت شعبة Protalveolata
    - طائفة Colponemea
      - رتبة Colponemida
        - فصيلة Colponemidae

      - رتبة Algovorida
        - فصيلة Algovoridae

    - طائفة Myzomonadea
      - رتبة Voromonadida
        - فصيلة Voromonadidae

      - رتبة Chilovorida
        - فصيلة Chilovoridae

    - طائفة Ellobiopsea
      - رتبة Ellobiopsida
        - فصيلة Ellobiopsidae

  - ما تحت شعبة السوطيات الدوارة (Dinophyta) واضع الإسم:Bütschli, 1885
    - طائفة Blastodiniophyceae واضع الإسم:Fensome, 1993
      - رتبة Blastodiniales واضع الإسم:Chatton, 1906
        - فصيلة Apodiniaceae
        - فصيلة Blastodiniaceae واضع الإسم:Cavers, 1913
        - فصيلة Cachonellaceae واضع الإسم:Siva, 1980
        - فصيلة Haplozoaceae واضع الإسم:Chatton, 1920
        - فصيلة Oodiniaceae واضع الإسم:Chatton, 1920
        - فصيلة Protoodiniaceae

    - طائفة طحالب دوارة واضع الإسم:(Bütschli, 1885) Pascher, 1914
      - صنف Dinophysiphycidae واضع الإسم:Möhn & Fensome, 1993
        - رتبة السوطيات الدوارة واضع الإسم:Kofoid, 1926
          - فصيلة Amphisoleniaceae واضع الإسم:Lindemann, 1928
          - فصيلة Dinophysiaceae واضع الإسم:F.R. von Stein, 1883
          - فصيلة Oxyphysiaceae واضع الإسم:Sournia, 1984

      - صنف Gymnodiniophycidae واضع الإسم:Fensome, 1993
        - رتبة Gymnodiniales واضع الإسم:Apstein, 1909
          - فصيلة Actiniscaceae واضع الإسم:Kützing, 1844
          - فصيلة Entomosigmaceae
          - فصيلة Gymnodiniaceae واضع الإسم:Lankester, 1885
          - فصيلة Polykrikaceae واضع الإسم:Kofoid & Swezy, 1921
          - فصيلة Tovelliaceae واضع الإسم:Moestrup, Lindberg & Daugbjerg, 2005
          - فصيلة Warnowiceae واضع الإسم:Lindemann, 1928

        - رتبة Ptychodiscales واضع الإسم:Fensome, 1993
          - فصيلة Brachydiniaceae واضع الإسم:Sournia, 1972
          - فصيلة Ptychodiscaceae واضع الإسم:Willey & Hickson, 1909

      - صنف Peridiniphycidae واضع الإسم:Fensome, 1993
        - رتبة مغضونيات واضع الإسم:Taylor, 1980
          - رتيبة Ceratiineae واضع الإسم:Fensome, 1993
            - فصيلة Ceratiaceae واضع الإسم:Willey & Hickson, 1909

          - رتيبة Cladopyxiineae واضع الإسم:Fensome, 1993
            - فصيلة Cladopyxiaceae واضع الإسم:Stein, 1883

          - رتيبة Goniodomineae واضع الإسم:Fensome, 1993
            - فصيلة Goniodomaceae واضع الإسم:Lindemann, 1928
            - فصيلة Pyrocystaceae واضع الإسم:Apstein, 1909

          - رتيبة Gonyaulacineae واضع الإسم:(Taylor, 1980)
            - فصيلة Ceratocoryaceae واضع الإسم:Lindemann, 1928
            - فصيلة Gonyaulacaceae

        - رتبة Peridiniales واضع الإسم:Haeckel, 1894
          - رتيبة Heterocapsineae واضع الإسم:Fensome, 1993
            - فصيلة Heterocapsaceae واضع الإسم:Fensome, 1993

          - رتيبة Peridiniinae واضع الإسم:(Haeckel, 1894)
            - فصيلة Peridiniaceae واضع الإسم:Ehrenberg, 1831
            - فصيلة Podolampaceae واضع الإسم:Lindemann, 1928

      - صنف Prorocentrophycidae واضع الإسم:Fensome, 1993
        - رتبة Prorocentrales واضع الإسم:Lemmermann, 1910
          - فصيلة Prorocentraceae واضع الإسم:Stein, 1883

    - طائفة Noctiluciphyceae واضع الإسم:Fensome, 1993
      - رتبة نوكتيليوكا واضع الإسم:Haeckel, 1894
        - فصيلة Kofoidiniaceae واضع الإسم:Taylor, 1976
        - فصيلة Leptodiscaceae واضع الإسم:Taylor, 1976
        - فصيلة Noctilucaceae واضع الإسم:Saville-Kent, 1881

    - طائفة Syndiniophyceae واضع الإسم:Loeblich III, 1976
      - رتبة Syndiniales واضع الإسم:Loeblich III, 1976
        - فصيلة Amoebophryaceae واضع الإسم:J. Cachon & Loeblich III,1970
        - فصيلة Coccidiniaceae
        - فصيلة Duboscquellaceae واضع الإسم:Chatton, 1920
        - فصيلة Oxyrrhinaceae واضع الإسم:Sournia, 1984
        - فصيلة Sphaeriparaceae
        - فصيلة Spiromonadaceae واضع الإسم:Hollande & Grassé, 1952
        - فصيلة Syndiniaceae واضع الإسم:Chatton, 1920

### اللجفاوات
- المجموعة التصنيفية اللجفاوات واضع الاسم:(Cavalier-Smith) Simpson, 2003
  - فرع Eozoa واضع الاسم:Cavalier-Smith, 2003

- طائفة الجاكوبانية واضع الإسم:Cavalier-Smith, 1999
  - رتبة الجاكوبانية
    - فصيلة Histionidae
    - فصيلة الجاكوبة
- طائفة Malawimonadea
  - رتبة Malawimonadida
    - فصيلة Malawimonadidae

- شعيبة مونيات لاهوائية
  - طائفة مونيات لاهوائية
    - رتبة Trimastigida
      - فصيلة Trimastigidae

    - رتبة أكسيمونيات
      - فصيلة Oxymonadidae
      - فصيلة Polymastigidae
      - فصيلة Pyrsonymphidae
      - فصيلة Saccinobaculidae
      - فصيلة Streblomastigidae
- شعيبة شعريات
  - صف ذوات الجسيم القاعدي
    - طائفة Trichomonadea
      - رتبة Trichomonadida
        - فصيلة Calonymphidae
        - فصيلة Cochlosomatidae
        - فصيلة Devescovinidae
        - فصيلة Monocercomonadidae
        - فصيلة Trichomonadidae

      - رتبة Lophomonadida
        - فصيلة Deltotrichonymphidae
        - فصيلة Joeniidae
        - فصيلة Kofoidiidae
        - فصيلة Lophomonadidae
        - فصيلة Microjoeniidae
        - فصيلة Rhizonymphidae

      - رتبة Spirotrichonymphida
        - فصيلة Holomastigotidae
        - فصيلة Holomastigotoididae
        - فصيلة Spirotrichonymphidae

    - طائفة Trichonymphea
      - رتبة Trichonymphida
        - فصيلة Eucomonymphidae
        - فصيلة Hoplonymphidae
        - فصيلة Spirotrichosomidae
        - فصيلة Staurojoeninidae
        - فصيلة Teranymphidae
        - فصيلة Trichonymphidae

  - صف Carpediemonadia
    - طائفة Carpediemonadea
      - رتبة Carpediemonadida
        - فصيلة Carpediemonadidae

  - صف شعريات
    - طائفة Trepomonadea
      - صنف Diplozoa
        - رتبة Distomatida واضع الإسم:Klebs, 1892
          - فصيلة Hexamitidae واضع الإسم:Kent, 1880

        - رتبة Giardiida واضع الإسم:Kunstler, 1882
          - فصيلة Giardiidae واضع الإسم:Cavalier-Smith, 1996

      - صنف Enteromonadia
        - رتبة Enteromonadida
          - فصيلة Enteromonadidae واضع الإسم:Kulda & Nohýnková, 1976

    - طائفة Retortamonadea
      - رتبة Retortamonadida
        - فصيلة Retortamonadidae واضع الإسم:Wenrich, 1932

- فرع مضلعات قرصية واضع الاسم:Cavalier-Smith, 2003

- طائفة اللجفاوات الراشحة
  - رتبة سشيزوبيرينيدا واضع الإسم:Singh, 1952
    - فصيلة Gruberellidae
    - فصيلة Vahlkampfiidae

  - رتبة Acrasida واضع الإسم:(Schröter), Page & Blanton, 1985
    - فصيلة أكرازيس  [لغات أخرى]‏

  - رتبة Lyromonadida واضع الإسم:Cavalier-Smith, 1993
    - فصيلة الليرومونة واضع الإسم:Cavalier-Smith, 1993
- طائفة الراشحانية
  - رتبة Percolomonadida
    - فصيلة الراشحانية

  - رتبة Pseudociliatida واضع الإسم:Corliss & Lipscomb, 1982
    - فصيلة Stephanopogonidae واضع الإسم:Corliss, 1961

- شعيبة Plicostoma
  - طائفة طحالب يوغلينية واضع الإسم:Bütschli, 1884
    - رتبة يوغلينا
      - فصيلة يوغلينا

    - رتبة Petalomonadida واضع الإسم:Cavalier-Smith, 1993
      - فصيلة Petalomonadaceae

    - رتبة Peranemida واضع الإسم:Bütschli, 1884
      - فصيلة خنشاريات واضع الإسم:Dujardin, 1841

    - رتبة Rhabdomonadida واضع الإسم:Leedale, 1967
      - فصيلة Rhabdomonadaceae

  - طائفة Diplonemea
    - رتبة Diplonemida واضع الإسم:Cavalier-Smith, 1993
      - فصيلة Diplonemidae واضع الإسم:Cavalier-Smith, 1993
- شعيبة جرابيات الفوهة
  - طائفة ذوات منشأ الحركة
    - رتبة Bodonida واضع الإسم:Hollande, 1952
      - فصيلة Bodonidae واضع الإسم:Bütschli, 1887

    - رتبة المثقبيات واضع الإسم:(Kent, 1880) Hollande, 1952
      - فصيلة المثقبيات واضع الإسم:Doflein, 1901

### الجذراوات
- المجموعة التصنيفية الجذراوات واضع الاسم:Cavalier-Smith, 2002

- شعيبة حيوانات مذيلة
  - صف Reticulofilosa
    - طائفة Chlorarachnea
      - رتبة Chlorarachnida
        - فصيلة Chlorarachniidae

    - طائفة Spongomonadea
      - رتبة Spongomonadida
        - فصيلة Spongomonadidae

    - طائفة Proteomyxidea
      - رتبة Pseudosporida
        - فصيلة Pseudosporidae

      - رتبة خيطائيات كبيرة
        - فصيلة Leucodictyidae
        - فصيلة Massisteriidae

      - رتبة شيمسانيات
        - فصيلة شيمسانة

      - رتبة Reticulosida
        - فصيلة Gymnophryidae

  - صف Monadofilosa
    - طائفة Sarcomonadea
      - رتبة Metopiida
        - فصيلة Metopiidae

      - رتبة مذيلات
        - فصيلة مذيلات
        - فصيلة مذيلات

    - طائفة Thecofilosea
      - رتبة Tectofilosida
        - فصيلة Pseudodifflugiidae
        - فصيلة Chlamydophryidae
        - فصيلة Psammonobiotidae
        - فصيلة Amphitremidae
        - فصيلة Volutellidae

    - طائفة Imbricatea
      - رتبة Thaumatomonadida
        - فصيلة Thaumatomastigidae

      - رتبة Euglyphida
        - فصيلة Cyphoderiidae
        - فصيلة Euglyphidae
        - فصيلة Paulinellidae
        - فصيلة Trinematidae
- شعيبة Endomyxa
  - طائفة طحالب مخاطية
    - رتبة طحالب مخاطية
      - فصيلة Plasmodiophoridae

  - طائفة Ascetosporea
    - رتبة Haplosporida
      - فصيلة Haplosporidiidae

    - رتبة Paramyxida
      - فصيلة Paramyxidae

- شعيبة منخربات (Granuloreticulosa) واضع الإسم:d'Orbigny, 1826
  - طائفة Athalamea
    - فصيلة Reticulomyxidae

  - طائفة Polythalamea
    - رتبة †المغزليات
      - فيلق †Archaediscacea واضع الإسم:Cushman, 1928
        - فصيلة †Archaediscidae واضع الإسم:Cushman, 1928
        - فصيلة †Lasiodiscidae واضع الإسم:Reytlinger, 1956

      - فيلق †Colaniellacea واضع الإسم:Fursenko, 1959
        - فصيلة †Colaniellidae واضع الإسم:Fursenko, 1959

      - فيلق †Earlandiacea واضع الإسم:Cummings, 1955
        - فصيلة †Earlandiidae واضع الإسم:Cummings, 1955
        - فصيلة †Pseudoammodiscidae واضع الإسم:Conil & Lys, 1970
        - فصيلة †Pseudolituotubidae واضع الإسم:Conil & Longerstaey, 1980

      - فيلق †Endothyracea
        - فصيلة †Endothyridae

      - فيلق †Fusulinacea واضع الإسم:Leoblich & Tappan, 1988
        - فصيلة †Loeblichidae
        - فصيلة †Ozawainellidae
        - فصيلة †Fusulinidae
        - فصيلة †Schwagerinidae
        - فصيلة †Staffelllidae
        - فصيلة †Verbeekinidae
        - فصيلة †Neoschwageriidae

      - فيلق †Geinitzinacea
        - فصيلة †Geinitzinidae
        - فصيلة †Pachyphloiidae

      - فيلق †Moravamminacea واضع الإسم:Loeblich & Tappan, 1988
        - فصيلة †Caligellidae
        - فصيلة †Moravamminidae
        - فصيلة †Paratickenellidae

      - فيلق †Nodosinellacea واضع الإسم:Loeblich & Tappan, 1988
        - فصيلة †Earlandinitidae
        - فصيلة †Nodosinellidae

      - فيلق †Palaeotextulariacea واضع الإسم:Galloway, 1933
        - فصيلة †Biseriamminidae واضع الإسم:Chernysheva, 1941
        - فصيلة †Palaeotextulariidae واضع الإسم:Galloway, 1933
        - فصيلة †Semitextulariidae واضع الإسم:Pokorný, 1956

      - فيلق †Parathuramminacea واضع الإسم:E.V. Bykova, 1955
        - فصيلة †Archaesphaeridae واضع الإسم:Malakhova, 1956
        - فصيلة †Auroriidae واضع الإسم:Loeblich & Tappan, 1986
        - فصيلة †Chrysothuramminidae واضع الإسم:Loeblich & Tappan, 1986
        - فصيلة †Eovolutinidae واضع الإسم:Loeblich & Tappan, 1986
        - فصيلة †Ivanovellidae واضع الإسم:Chuvashov & Yuferev, 1984
        - فصيلة †Marginaridae واضع الإسم:Loeblich & Tappan, 1986
        - فصيلة †Parathuramminidae واضع الإسم:E.V. Bykova, 1955
        - فصيلة †Tuberitinidae واضع الإسم:A.D. Miklukho-Maklay, 1958
        - فصيلة †Uralinellidae واضع الإسم:Chuvashov, Yuferev & Zadorozhnyy, 1984
        - فصيلة †Usloniidae واضع الإسم:A.D. Miklukho-Maklay, 1963

      - فيلق †Ptychocladiacea واضع الإسم:Elias, 1950
        - فصيلة †Ptychocladiidae واضع الإسم:Elias, 1950

      - فيلق †Tetrataxacea واضع الإسم:Galloway, 1933
        - فصيلة †Abadehellidae واضع الإسم:Loeblich & Tappan, 1984
        - فصيلة †Pseudotaxidae واضع الإسم:Mamet, 1974
        - فصيلة †Tetrataxidae واضع الإسم:Galloway, 1933
        - فصيلة †Valvulinellidae واضع الإسم:Loeblich & Tappan, 1984

      - فيلق †Tournayellacea واضع الإسم:Dain, 1953
        - فصيلة †Palaeospiroplectamminidae واضع الإسم:Loeblich & Tappan, 1984
        - فصيلة †Tournayellidae واضع الإسم:Dain, 1953

    - رتبة †Involutinida
      - فصيلة †Hirsutospirellidae
      - فصيلة †Involutinidae
      - فصيلة †Planispirillinidae
      - فصيلة †Ventrolaminidae

    - رتبة Allogromiida
      - فصيلة Allogromiidae
      - فصيلة Hospitellidae
      - فصيلة Lagynidae
      - فصيلة Maylisoriidae
      - فصيلة Phthanotrochidae

    - رتبة Carterinida
      - فصيلة Carterinidae

    - رتبة Globigerinida واضع الإسم:Delage & Hérouard, 1896
      - فيلق †Globotruncanacea واضع الإسم:Brotzen, 1942
        - فصيلة †Globotruncanidae واضع الإسم:Brotzen, 1942
        - فصيلة †Rugoglobigerinidae واضع الإسم:Subbotina, 1959

      - فيلق †Hantkeninacea واضع الإسم:Cushman, 1927
        - فصيلة †Cassigerinellidae واضع الإسم:Bolli, Loeblich & Tappan, 1957
        - فصيلة †Globanomalinidae واضع الإسم:Loeblich & Tappan, 1984
        - فصيلة †Hantkeninidae واضع الإسم:Cushman, 1927

      - فيلق †Planomalinacea واضع الإسم:Bolli, Loeblich & Tappan, 1957
        - فصيلة †Globigerinelloididae واضع الإسم:Longoria, 1974
        - فصيلة †Planomalinidae واضع الإسم:Bolli, Loeblich & Tappan, 1957
        - فصيلة †Schackoinidae واضع الإسم:Pokorný, 1958

      - فيلق †Rotaliporacea واضع الإسم:Sigal, 1958
        - فصيلة †Favusellidae واضع الإسم:Longoria, 1974
        - فصيلة †Globuligerinidae واضع الإسم:Loeblich & Tappan, 1984
        - فصيلة †Hedbergellidae واضع الإسم:Loeblich & Tappan, 1961
        - فصيلة †Rotaliporidae واضع الإسم:Sigal, 1958

      - فيلق Globigerinacea واضع الإسم:Carpenter, Parker & Jones, 1862
        - فصيلة Globigerinidae واضع الإسم:Carpenter, Parker & Jones, 1862
        - فصيلة Hastigerinidae واضع الإسم:Bolli, Loeblich & Tappan, 1957

      - فيلق Globorotaliacea واضع الإسم:Cushman, 1927
        - فصيلة †Catapsydracidae واضع الإسم:Bolli, Loeblich & Tappan, 1957
        - فصيلة †Eoglobigerinidae واضع الإسم:Blow, 1979
        - فصيلة †Truncorotaloididae واضع الإسم:Loeblich & Tappan, 1961
        - فصيلة Candeinidae واضع الإسم:Cushman, 1927
        - فصيلة Globorotaliidae واضع الإسم:Cushman, 1927
        - فصيلة Pulleniatinidae واضع الإسم:Cushman, 1927

      - فيلق Heterohelicacea واضع الإسم:Cushman, 1927
        - فصيلة †Heterohelicidae واضع الإسم:Cushman, 1927
        - فصيلة Chiloguembelinidae واضع الإسم:Reiss, 1963
        - فصيلة Guembelitriidae واضع الإسم:Montanaro Gallitelli, 1957

    - رتبة Lagenida
      - فيلق Nodosariacea
        - فصيلة Nodosariidae
        - فصيلة Ellipsolagenidae
        - فصيلة Glandulinidae
        - فصيلة Lagenidae
        - فصيلة Polymorphinidae
        - فصيلة Vaginulinidae

      - فيلق Robuloidacea
        - فصيلة Robuloididae
        - فصيلة Ichthyolariidae
        - فصيلة Partisaniidae
        - فصيلة Syzraniidae

    - رتبة Lituolida
      - فيلق Ammodiscoidea
        - فصيلة Ammodiscidae

      - فيلق Ataxophragmioidea
        - فصيلة †Ataxophragmiidae
        - فصيلة †Cuneolinidae
        - فصيلة Globotextulariidae
        - فصيلة Textulariellidae

      - فيلق Haplophragmioidea
        - فصيلة Ammobaculinidae
        - فصيلة Ammosphaeroidinidae
        - فصيلة Discamminidae
        - فصيلة Haplophragmoididae

      - فيلق Hormosinelloidea
        - فصيلة Ammolagenidae
        - فصيلة Hormosinellidae

      - فيلق Hormosinoidea
        - فصيلة Aschemocellidae
        - فصيلة Dusenburyinidae
        - فصيلة Hormosinidae
        - فصيلة Sphaeramminidae
        - فصيلة Telamminidae

      - فيلق Lituoloidea
        - فصيلة Lituolidae
        - فصيلة Placopsilinidae

      - فيلق Lituotuboidea
        - فصيلة Lituotubidae
        - فصيلة Trochamminoidae

      - فيلق Loftusioidea
        - فصيلة Cyclamminidae

      - فيلق Orbitolinoidea
        - فصيلة Orbitolinidae

      - فيلق Rzehakinoidea
        - فصيلة Rzehakinidae
        - فصيلة Trilocularenidae

      - فيلق Spiroplectamminoidea
        - فصيلة Duquepsammiidae
        - فصيلة Nouriidae
        - فصيلة Pseudobolivinidae
        - فصيلة Spiroplectamminidae
        - فصيلة Textulariopsidae

      - فيلق Verneuilinoidea
        - فصيلة Prolixoplectidae
        - فصيلة Reophacellidae
        - فصيلة Tritaxiidae
        - فصيلة Verneuilinidae

    - رتبة Miliolida
      - فيلق Cornuspiracea واضع الإسم:Schultze, 1854
        - فصيلة †Baisalinidae واضع الإسم:Loeblich & Tappan, 1986
        - فصيلة Cornuspiridae واضع الإسم:Schultze, 1854
        - فصيلة Discospirinidae واضع الإسم:Wiesner, 1931
        - فصيلة Fischerinidae واضع الإسم:Millett, 1898
        - فصيلة Hemigordiopsidae واضع الإسم:A. Nikitina, 1969
        - فصيلة Nubeculariidae واضع الإسم:Jones, 1875
        - فصيلة Ophthalmidiidae واضع الإسم:Wiesner, 1920

      - فيلق Miliolacea
        - فصيلة Alveolinidae
        - فصيلة Fischerinidae
        - فصيلة Hemigordiopsidae
        - فصيلة Miliolidae
        - فصيلة Milioliporidae
        - فصيلة Nubeculariidae
        - فصيلة Soritidae
        - فصيلة Squamulinidae

      - فيلق Soritacea واضع الإسم:Ehrenberg, 1839
        - فصيلة Soritidae
        - فصيلة Alveolinidae
        - فصيلة Milioliporidae
        - فصيلة Peneroplidae

      - فيلق Squamulinacea واضع الإسم:Reuss & Fritsch, 1861
        - فصيلة Squamulinidae واضع الإسم:Reuss & Fritsch, 1861

    - رتبة Robertinida واضع الإسم:Loeblich & Tappan, 1984
      - فيلق †Conorboiodacea واضع الإسم:Thalmann, 1952
        - فصيلة †Conorboididae واضع الإسم:Thalmann, 1952

      - فيلق †Duostominacea واضع الإسم:Brotzen, 1963
        - فصيلة †Asymmetrinidae واضع الإسم:Brotzen, 1964
        - فصيلة †Duostominidae واضع الإسم:Brotzen, 1963
        - فصيلة †Oberhauserellidae واضع الإسم:Fuchs, 1970

      - فيلق Ceratobuliminacea واضع الإسم:Cushman, 1927
        - فصيلة Ceratobuliminidae واضع الإسم:Cushman, 1927
        - فصيلة Epistominidae واضع الإسم:Wedekind, 1937

      - فيلق Robertinacea واضع الإسم:Reuss, 1850
        - فصيلة Robertinidae واضع الإسم:Reuss, 1850

    - رتبة Rotaliida واضع الإسم:Delage & Hérouard, 1896
      - فيلق †Eouvigerinacea واضع الإسم:Cushman, 1927
        - فصيلة †Eouvigerinidae واضع الإسم:Cushman, 1927
        - فصيلة †Lacosteinidae واضع الإسم:Sigal, 1952

      - فيلق †Orbitoidacea واضع الإسم:Schwager, 1876
        - فصيلة †Lepidorbitoididae واضع الإسم:Vaughan, 1933
        - فصيلة †Linderinidae واضع الإسم:Loeblich & Tappan, 1984
        - فصيلة †Orbitoididae واضع الإسم:Schwager, 1876

      - فيلق Acervulinacea واضع الإسم:Schultze, 1854
        - فصيلة Acervulinidae واضع الإسم:Schultze, 1854
        - فصيلة Homotrematidae واضع الإسم:Cushman, 1927

      - فيلق Annulopatellinacea واضع الإسم:Loeblich & Tappan, 1964
        - فصيلة Annulopatellinidae واضع الإسم:Loeblich & Tappan, 1965

      - فيلق Asterigerinacea واضع الإسم:d'Orbigny, 1839
        - فصيلة †Boreloididae واضع الإسم:Reiss, 1963
        - فصيلة †Lepidocyclinidae واضع الإسم:Scheffen, 1932
        - فصيلة Alfredinidae واضع الإسم:S.N. Singh & Kalia, 1972
        - فصيلة Amphisteginidae واضع الإسم:Cushman, 1927
        - فصيلة Asterigerinatidae واضع الإسم:Reiss, 1963
        - فصيلة Asterigerinidae واضع الإسم:d'Orbigny, 1839
        - فصيلة Epistomariidae واضع الإسم:Hofker, 1954

      - فيلق Bolivinacea واضع الإسم:Glaessner, 1937
        - فصيلة †Bolivinoididae واضع الإسم:Loeblich & Tappan, 1984
        - فصيلة Bolivinidae واضع الإسم:Glaessner, 1937

      - فيلق Bolivinitacea واضع الإسم:Cushman, 1927
        - فصيلة Bolivinitidae واضع الإسم:Cushman, 1927

      - فيلق Buliminacea واضع الإسم:Jones, 1875
        - فصيلة Buliminellidae واضع الإسم:Hofker, 1951
        - فصيلة Buliminidae واضع الإسم:Jones, 1875
        - فصيلة Millettiidae واضع الإسم:Saidova, 1981
        - فصيلة Pavoninidae واضع الإسم:Eimer & Fickert, 1899
        - فصيلة Reussellidae واضع الإسم:Cushman, 1933
        - فصيلة Siphogenerinoididae واضع الإسم:Saidova, 1981
        - فصيلة Trimosinidae واضع الإسم:Saidova, 1981
        - فصيلة Uvigerinidae واضع الإسم:Haeckel, 1894

      - فيلق Cassidulinacea واضع الإسم:d'Orbigny, 1839
        - فصيلة †Cassidulinidae واضع الإسم:d'Orbigny, 1839
        - فصيلة Cassidulinitidae واضع الإسم:Saidova, 1981

      - فيلق Chilostomellacea واضع الإسم:Brady, 1881
        - فصيلة †Coleitidae واضع الإسم:Loeblich & Tappan, 1984
        - فصيلة †Globorotalitidae واضع الإسم:Loeblich & Tappan, 1984
        - فصيلة Alabaminidae واضع الإسم:Hofker, 1951
        - فصيلة Chilostomellidae واضع الإسم:Brady, 1881
        - فصيلة Gavelinellidae واضع الإسم:Hofker, 1956
        - فصيلة Heterolepidae واضع الإسم:González-Donoso, 1969
        - فصيلة Karreriidae واضع الإسم:Saidova, 1981
        - فصيلة Oridorsalidae واضع الإسم:Loeblich & Tappan, 1984
        - فصيلة Osangulariidae واضع الإسم:Loeblich & Tappan, 1964
        - فصيلة Quadrimorphinidae واضع الإسم:Saidova, 1981
        - فصيلة Trichohyalidae واضع الإسم:Saidova, 1981

      - فيلق Delosinacea واضع الإسم:Parr, 1950
        - فصيلة †Tremachoridae واضع الإسم:Lipps & K.L. Lipps, 1967
        - فصيلة Caucasinidae واضع الإسم:Parr, 1950
        - فصيلة Delosinidae واضع الإسم:Parr, 1950

      - فيلق Discorbacea واضع الإسم:Ehrenberg, 1838
        - فصيلة †Conorbinidae واضع الإسم:Reiss, 1963
        - فصيلة Bagginidae واضع الإسم:Cushman, 1927
        - فصيلة Bueningiidae واضع الإسم:Saidova, 1981
        - فصيلة Eponididae واضع الإسم:Hofker, 1951
        - فصيلة Heleninidae واضع الإسم:Loeblich & Tappan, 1988
        - فصيلة Mississippinidae واضع الإسم:Saidova, 1981
        - فصيلة Pannellainidae واضع الإسم:Loeblich & Tappan, 1967
        - فصيلة Pegidiidae واضع الإسم:Heron-Allen & Earland, 1928
        - فصيلة Placentulinidae واضع الإسم:G.K. Kasimova, Poroshina & Geodakchan, 1980
        - فصيلة Rosalinidae واضع الإسم:Reiss, 1963
        - فصيلة Rotaliellidae واضع الإسم:Loeblich & Tappan, 1964
        - فصيلة Sphaeroidinidae واضع الإسم:Cushman, 1927
        - فصيلة Ungulatellidae واضع الإسم:Seiglie, 1964

      - فيلق Discorbinellacea واضع الإسم:Sigal, 1952
        - فصيلة Parrelloididae واضع الإسم:Hofker, 1956
        - فصيلة Planulinoididae واضع الإسم:Saidova, 1981
        - فصيلة Pseudoparrellidae واضع الإسم:Voloshinova, 1952

      - فيلق Fursenkoinacea واضع الإسم:Loeblich & Tappan, 1961
        - فصيلة Fursenkoinidae واضع الإسم:Loeblich & Tappan, 1962
        - فصيلة Virgulinellidae واضع الإسم:Loeblich & Tappan, 1984

      - فيلق Glabratellacea واضع الإسم:Loeblich & Tappan, 1964
        - فصيلة Buliminoididae واضع الإسم:Seiglie, 1970
        - فصيلة Glabratellidae واضع الإسم:Loeblich & Tappan, 1964
        - فصيلة Heronalleniidae واضع الإسم:Loeblich & Tappan, 1986

      - فيلق Loxostomatacea واضع الإسم:Loeblich & Tappan, 1962
        - فصيلة †Loxostomatidae واضع الإسم:Loeblich & Tappan, 1962
        - فصيلة Bolivinellidae واضع الإسم:Hayward, 1980
        - فصيلة Tortoplectellidae واضع الإسم:Loeblich & Tappan, 1985

      - فيلق Nonionacea واضع الإسم:Schultze, 1854
        - فصيلة Almaenidae واضع الإسم:Myatlyuk, 1959
        - فصيلة Nonionidae واضع الإسم:Schultze, 1854
        - فصيلة Spirotectinidae واضع الإسم:Saidova, 1981

      - فيلق Nummulitacea واضع الإسم:de Blainville, 1827
        - فصيلة †Asterocyclinidae واضع الإسم:Brönnimann, 1951
        - فصيلة †Discocyclinidae واضع الإسم:Galloway, 1928
        - فصيلة †Pellatispiridae واضع الإسم:Hanzawa, 1937
        - فصيلة نميات واضع الإسم:de Blainville, 1827

      - فيلق Planorbulinacea واضع الإسم:Schwager, 1877
        - فصيلة Bisacciidae واضع الإسم:Loeblich & Tappan, 1988
        - فصيلة Cibicididae واضع الإسم:Cushman, 1927
        - فصيلة Cymbaloporidae واضع الإسم:Cushman, 1927
        - فصيلة Planorbulinidae واضع الإسم:Schwager, 1877
        - فصيلة Planulinidae واضع الإسم:Bermúdez, 1952
        - فصيلة Victoriellidae واضع الإسم:Chapman & Crespin, 1930

      - فيلق Pleurostomellacea واضع الإسم:Reuss, 1860
        - فصيلة Pleurostomellidae واضع الإسم:Reuss, 1860

      - فيلق Rotaliacea واضع الإسم:Ehrenberg, 1839
        - فصيلة †Chapmaninidae واضع الإسم:Thalmann, 1938
        - فصيلة †Miogypsinidae واضع الإسم:Vaughan, 1928
        - فصيلة †Pseudorbitoididae واضع الإسم:M.G. Rutten, 1935
        - فصيلة Calcarinidae واضع الإسم:Schwager, 1876
        - فصيلة Elphidiidae واضع الإسم:Galloway, 1933
        - فصيلة Rotaliidae واضع الإسم:Ehrenberg, 1839

      - فيلق Siphoninacea واضع الإسم:Cushman, 1927
        - فصيلة Siphoninidae واضع الإسم:Cushman, 1927

      - فيلق Stilostomellacea واضع الإسم:Finlay, 1947
        - فصيلة Stilostomellidae واضع الإسم:Finlay, 1947

      - فيلق Turrilinacea واضع الإسم:Cushman, 1927
        - فصيلة †Turrilinidae واضع الإسم:Cushman, 1927
        - فصيلة Stainforthiidae واضع الإسم:Reiss, 1963
        - فصيلة Tosaiidae واضع الإسم:Saidova, 1981

    - رتبة Silicoloculinida
      - فصيلة Silicoloculinidae

    - رتبة Spirillinida
      - فصيلة Patellinidae
      - فصيلة Spirillinidae

    - رتبة Textulariida واضع الإسم:Delage & Herouard, 1896
      - فيلق †Orbitolinacea واضع الإسم:Martin, 1890
        - فصيلة †Orbitolinidae واضع الإسم:Martin, 1890

      - فيلق †Pavonitinacea واضع الإسم:Loeblich & Tappan, 1961
        - فصيلة †Marieitidae واضع الإسم:Loeblich & Tappan, 1986

      - فيلق †Biokovinacea واضع الإسم:Gusiæ, 1977
        - فصيلة †Biokovinidae واضع الإسم:Gusiæ, 1977
        - فصيلة †Charentiidae واضع الإسم:Loeblich & Tappan, 1984
        - فصيلة †Lituoliporidae واضع الإسم:Gusiæ & Veliæ, 1978

      - فيلق †Cyclolinacea واضع الإسم:Loeblich & Tappan, 1964
        - فصيلة †Cyclolinidae واضع الإسم:Loeblich & Tappan, 1964
        - فصيلة †Orbitopsellidae واضع الإسم:Hottinger & Caus, 1982

      - فيلق Ataxophragmiacea واضع الإسم:Schwager, 1877
        - فصيلة †Ataxophragmiidae واضع الإسم:Schwager, 1877
        - فصيلة †Coskinolinidae واضع الإسم:Moullade, 1965
        - فصيلة †Cuneolinidae واضع الإسم:Saidova, 1981
        - فصيلة †Dictyopsellidae واضع الإسم:Bröniman, Zaninetti & Whittaker, 1983
        - فصيلة †Dicyclinidae واضع الإسم:Loeblich & Tappan, 1964
        - فصيلة †Pfenderinidae واضع الإسم:Smout & Smugden, 1962
        - فصيلة Globotextulariidae واضع الإسم:Cushman, 1927
        - فصيلة Textulariellidae واضع الإسم:Grönhagen & Luterbacher, 1966

      - فيلق Coscinophragmatacea واضع الإسم:Thalmann, 1951
        - فصيلة Coscinophragmatidae واضع الإسم:Thalmann, 1951
        - فصيلة Haddoniidae واضع الإسم:Saidova, 1981

      - فيلق Haplophragmiacea واضع الإسم:Eimer & Fickert, 1899
        - فصيلة †Barkerinidae واضع الإسم:Smout, 1956
        - فصيلة †Haplophragmiidae واضع الإسم:Eimer & Fickert, 1899
        - فصيلة †Labyrinthidomatidae واضع الإسم:Loeblich & Tappan, 1987
        - فصيلة †Nezzazatidae واضع الإسم:Hamaoui & Saint-Marc, 1970
        - فصيلة Acupeinidae واضع الإسم:Brnimann & Zaninetti, 1984
        - فصيلة Ammobaculinidae واضع الإسم:Saidova, 1981
        - فصيلة Ammosphaeroidinidae واضع الإسم:Cushman, 1927

      - فيلق Hormosinacea واضع الإسم:Haeckel, 1894
        - فصيلة †Cribratinidae واضع الإسم:Loeblich & Tappan, 1964
        - فصيلة Ascheomocellidae واضع الإسم:Vyalov, 1966
        - فصيلة Dusenburyinidae واضع الإسم:Loeblich & Tappan, 1984
        - فصيلة Hormosinidae واضع الإسم:Haeckel, 1894
        - فصيلة Telamminidae واضع الإسم:Loeblich & Tappan, 1985
        - فصيلة Thomasinellidae واضع الإسم:Loeblich & Tappan, 1984

      - فيلق Lituolacea واضع الإسم:de Blainville, 1827
        - فصيلة †Mayncinidae واضع الإسم:Loeblich & Tappan, 1985
        - فصيلة †Nautiloculinidae واضع الإسم:Loeblich & Tappan, 1985
        - فصيلة †Oxinoxisidae واضع الإسم:Vyalov, 1968
        - فصيلة Discamminidae واضع الإسم:Mikhalevich, 1980
        - فصيلة Haplophragmoididae واضع الإسم:Maync, 1952
        - فصيلة Lituolidae واضع الإسم:de Blainville, 1827
        - فصيلة Lituotubidae واضع الإسم:Loeblich & Tappan, 1984
        - فصيلة Placopsilinidae واضع الإسم:Rhumbler, 1913
        - فصيلة Sphaeramminidae واضع الإسم:Cushman, 1933

      - فيلق Loftusiacea واضع الإسم:Brady, 1884
        - فصيلة †Ecougellidae واضع الإسم:Loeblich & Tappan, 1985
        - فصيلة †Hottingeritidae واضع الإسم:Loeblich & Tappan, 1985
        - فصيلة †Loftusiidae واضع الإسم:Brady, 1884
        - فصيلة †Mesoendothyridae واضع الإسم:Voloshinova, 1958
        - فصيلة †Spirocyclinidae واضع الإسم:Munier-Chalmas, 1887
        - فصيلة Cyclamminidae واضع الإسم:Marie, 1941

      - فيلق Rzehakinacea واضع الإسم:Cushman, 1933
        - فصيلة Rzehakinidae واضع الإسم:Cushman, 1933

      - فيلق Spiroplectamminacea واضع الإسم:Cushman, 1927
        - فصيلة †Plectrorecurvoididae واضع الإسم:Loeblich & Tappan, 1964
        - فصيلة †Textulariopsidae واضع الإسم:Loeblich & Tappan, 1982
        - فصيلة Nouriidae واضع الإسم:Chapman & Parr, 1936
        - فصيلة Pseudobolivinidae واضع الإسم:Wiesner, 1931
        - فصيلة Spiroplectamminidae واضع الإسم:Cushman, 1927

      - فيلق Textulariacea واضع الإسم:Ehrenberg, 1838
        - فصيلة †Chrysalidinidae واضع الإسم:Neagu, 1968
        - فصيلة †Valvulamminidae واضع الإسم:Loeblich & Tappan, 1986
        - فصيلة Eggerellidae واضع الإسم:Cushman, 1937
        - فصيلة Glaucoamminidae واضع الإسم:Saidova, 1981
        - فصيلة Pseudogaudryinidae واضع الإسم:Loeblich & Tappan, 1985
        - فصيلة Textulariidae واضع الإسم:Ehrenberg, 1838
        - فصيلة Valvulinidae واضع الإسم:Berthelin, 1880

      - فيلق Trochamminacea واضع الإسم:Schwager, 1877
        - فصيلة Remaneicidae واضع الإسم:Loeblich & Tappan, 1964
        - فصيلة Trochamminidae واضع الإسم:Schwager, 1877

      - فيلق Verneuilinacea واضع الإسم:Cushman, 1911
        - فصيلة †Conorbinellidae واضع الإسم:Brönnimann, Zaninetti & Whittaker, 1983
        - فصيلة †Conotrochamminidae واضع الإسم:Saidova, 1981
        - فصيلة †Tritaxiidae واضع الإسم:Plotnikova, 1979
        - فصيلة Prolixoplectidae واضع الإسم:Loeblich & Tappan, 1985
        - فصيلة Verneuilinidae واضع الإسم:Cushman, 1911

  - طائفة Schizocladea
    - فصيلة Schizocladidae

  - طائفة Xenophyophorea
    - رتبة Psamminida
      - فصيلة Cerelasmidae
      - فصيلة Psammettidae
      - فصيلة Psamminidae
      - فصيلة Syringamminidae

    - رتبة Stannomida
      - فصيلة Pelosinidae
      - فصيلة Stannomidae
- شعيبة شعوعيات
  - صف Spasmaria
    - طائفة Acantharea واضع الإسم:Haeckel, 1881
      - رتبة Arthracanthida
        - رتيبة Phyllacanthina
          - فصيلة Dictyacanthidae
          - فصيلة Phyllostauridae
          - فصيلة Stauracanthidae

        - رتيبة Sphaenacanthina
          - فصيلة Acanthometridae
          - فصيلة Aspidommatidae
          - فصيلة Diploconidae
          - فصيلة Dorataspididae
          - فصيلة Hexalaspididae
          - فصيلة Lithopteridae
          - فصيلة Nivaliidae

      - رتبة Chaunacanthida
        - فصيلة Conacontidae
        - فصيلة Gigartacontidae
        - فصيلة Stauracontidae

      - رتبة Holacanthida
        - فصيلة Acanthochiasmatidae
        - فصيلة Acanthoplegmatidae
        - فصيلة Chiastolidae

      - رتبة Symphyacanthida
        - فصيلة Amphilithiidae
        - فصيلة Astrolithiidae
        - فصيلة Pseudolithiidae

  - صف شعوعيات واضع الإسم:Müller, 1858
    - طائفة Polycystinea
      - رتبة Albaillellaria واضع الإسم:Deflandre, 1953
        - فصيلة Albaillellidae
        - فصيلة Ceratoikiscidae
        - فصيلة Corythoecidae
        - فصيلة Follicucullidae
        - فصيلة Palacantholithidae

      - رتبة Archaeospicularia واضع الإسم:Dumitrica, 2000
        - فيلق Echidninacea
          - فصيلة Echidninidae

        - فيلق Secuicollactacea واضع الإسم:Nazarov & Ormiston 1984
          - فصيلة Secuicollactidae
          - فصيلة Pseudorotasphaeridae

      - رتبة Collodaria واضع الإسم:Haeckel 1881
        - فصيلة Collosphaeridae
        - فصيلة Sphaerozoidae
        - فصيلة Thalassosphaeridae

      - رتبة Entactinaria واضع الإسم:Kozur & Mostler, 1982
        - فصيلة Capnuchosphaeridae
        - فصيلة Entactiniidae
        - فصيلة Eptingiidae
        - فصيلة Heptacladidae
        - فصيلة Hexalonchidae
        - فصيلة Hexastylidae
        - فصيلة Hindeosphaeridae
        - فصيلة Inaniguttidae
        - فصيلة Kungalariidae
        - فصيلة Multiarcusellidae
        - فصيلة Palaeolithocycliidae
        - فصيلة Palaeoscenidiidae
        - فصيلة Polyentactiniidae
        - فصيلة Proventocitidae
        - فصيلة Pylentonemidae
        - فصيلة Quinquecapsulariidae
        - فصيلة Rhizosphaeridae
        - فصيلة Saturnalidae
        - فصيلة Spongentactiniidae
        - فصيلة Spongosaturnaloididae
        - فصيلة Thalassothamnidae

      - رتبة Latentifistularia واضع الإسم:Caridroit, 1999
        - فصيلة Cauletellidae
        - فصيلة Latentifistulidae
        - فصيلة Ormistonellidae

      - رتبة Nassellaria
        - فيلق Acanthodesmiacea
          - فصيلة Acanthodesmiidae
          - فصيلة Artostrobiidae
          - فصيلة Bulbocyrtiidae
          - فصيلة Cannobotryidae
          - فصيلة Carpocaniidae
          - فصيلة Cuniculiformidae
          - فصيلة Monicastericidae
          - فصيلة Planispinocyrtiidae
          - فصيلة Pterocorythidae
          - فصيلة Rotaformidae
          - فصيلة Sethophormididae
          - فصيلة Spongolophophenidae
          - فصيلة Spongosilicarmigeridae
          - فصيلة Stephaniidae
          - فصيلة Theopiliidae
          - فصيلة Triospyridae

        - فيلق Amphipyndacea
          - فصيلة Amphipyndacidae
          - فصيلة Canoptidae
          - فصيلة Parvicingulidae
          - فصيلة Spongocapsulidae
          - فصيلة Syringocapsidae

        - فيلق Archaeodictyomitracea
          - فصيلة Archaeodictyomitridae
          - فصيلة Hsuidae
          - فصيلة Unumidae

        - فيلق Eucyrtidiacea
          - فصيلة Bekomidae
          - فصيلة Eucyrtidiidae
          - فصيلة Eucyrtiidae
          - فصيلة Lophocyrtiidae
          - فصيلة Obeliscoitidae
          - فصيلة Pseudodictyomitridae
          - فصيلة Theocotylidae
          - فصيلة Xitidae

      - رتبة Spumellaria واضع الإسم:Ehrenberg, 1875
        - فصيلة Actinommidae
        - فصيلة Anakrusidae
        - فصيلة Angulobracchiidae
        - فصيلة Archaeospongoprunidae
        - فصيلة Astrosphaeridae
        - فصيلة Bolenidae
        - فصيلة Catenopylidae
        - فصيلة Cavaspongiidae
        - فصيلة Coccodiscidae
        - فصيلة Conocaryommidae
        - فصيلة Dactyliosphaeridae
        - فصيلة Emiluviidae
        - فصيلة Entapiidae
        - فصيلة Ethmosphaeridae
        - فصيلة Gomberellidae
        - فصيلة Hagiastridae
        - فصيلة Heliodiscidae
        - فصيلة Hexaporobrachiidae
        - فصيلة Larnacillidae
        - فصيلة Leugeonidae
        - فصيلة Litheliidae
        - فصيلة Miropylidae
        - فصيلة Myelastridae
        - فصيلة Oertlispongidae
        - فصيلة Orbiculiformidae
        - فصيلة Pantanelliidae
        - فصيلة Parasaturnalidae
        - فصيلة Parvivaccidae
        - فصيلة Patulibracchiidae
        - فصيلة Patruliidae
        - فصيلة Phacodiscidae
        - فصيلة Phaseliformidae
        - فصيلة Praeconocaryommidae
        - فصيلة Pseudoacanthocircidae
        - فصيلة Pseudoaulophacidae
        - فصيلة Pyloniidae
        - فصيلة Pyramispongiidae
        - فصيلة Relindellidae
        - فصيلة Spongodiscidae
        - فصيلة Sponguridae
        - فصيلة Stylosphaeridae
        - فصيلة Thalassicollidae
        - فصيلة Tholoniidae
        - فصيلة Tritrabidae
        - فصيلة Veghicycliidae
        - فصيلة Xiphostylidae